# Cristiana Felgueiras
Cristiana Felgueiras (Vila Real, 1989) é artista, maker e criadora de conteúdos. Formada em Artes Plásticas - Escultura pela Faculdade de Belas Artes da Universidade do Porto, entre 2007-2012. O seu trabalho abrange vários processos, técnicas e recursos que são utilizados principalmente em função da escultura, incluindo frequentemente a imagem, o som e o design. Vive no Porto e participa com frequência em exposições de arte, em criações de espaços cénicos e em performances musicais, em grupo e a solo, às vezes como artista outras como instrumentista. Em 2017, Cristiana Felgueiras foi nomeada uma das personalidades do ano pelo P3- Jornal Público.
Em 2010 realizou o primeiro projeto de cenografia enquanto estudante da FBAUP na Casa da Música, integrado no Serviço Educativo, com o nome Border Control, com direcção artística de Tim Yealland. Pertence ao Factor E! e continua a trabalhar ocasionalmente com a Casa da Música em projetos de palco, desenvolvendo principalmente cenografia e adereços para workshops musicais e concertos que exigem uma componente visual e plástica, nomeadamente para o espetáculo "Montanha". Frequentou o IX Curso de Formadores Musicais da Casa da Música enquanto percussionista e guitarrista.

Em 2015, Cristiana Felgueiras criou o canal de YouTube "GET HANDS DIRTY" atualmente com mais de 800.000 subscritores. Para Cristiana, artista e maker, o YouTube é a plataforma/rede social onde os seus vídeos documentam variados projectos criativos e artísticos, funcionando como uma galeria de exposição dos seus projetos e percurso. É lá que podemos igualmente ficar a conhecer o meticuloso processo de trabalho da artista e de como tem vindo a contribuir para alargar os domínios da arte para o espaço digital.